# 哈立德·伊本·巴尔马克

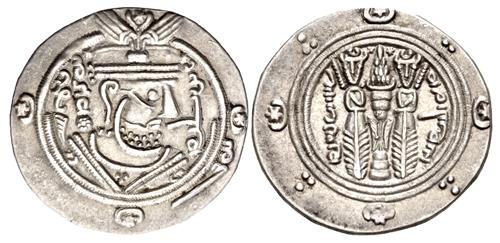
哈里发曼苏尔时期的萨珊式半迪尔汗银币，上面用巴列维文写有h’lyt（即哈立德），为哈立德任塔巴里斯坦总督期间打制（公元770/771年）

哈立德·伊本·巴尔马克（英語：Khalid ibn Barmak，705年—782年），巴尔马克家族在阿拔斯王朝显赫权力的奠基人。
阿拉伯人占领巴尔赫后，巴尔马克家族迁往巴士拉，在那里改宗了伊斯兰教。其祖先是纳婆毗诃罗国的佛寺住持，其头衔为梵语Pramukha（即“上最、上首”，鸠摩罗什译《法华经》做“最爲上首 (唱導之師) ”），阿拉伯语作Barmak。另一说认为Barmak来自梵语paramaka（“極善、極妙”）。
哈立德在阿拔斯王朝早期发挥了重要作用。他是已知巴尔马克家族的第一人。在阿拔斯革命中，哈立德支持了阿布·阿拔斯，后者建立了阿拔斯王朝。747年，他负责分配战后战利品，随后前往Dayr Qunna地区，749年，他和Abu Al-Jahm一起担任部长，并且是地方税务的长官。他也负责教育哈里发的女儿。
在哈里发曼苏尔时期，765年，在废黜Isa ibn Musa的继承权后，哈立德历任法尔斯总督、塔巴里斯坦总督。他建置了Mansura镇，后来参与了巴格达建设，并且拒绝使用来自泰西封的材料建设新城。
在765(775?)年，因为政治阴谋，哈立德失去了哈里发的支持，并遭受重罚。因为王子阿尔·马赫迪的妻子Al-Khayzuran帮助他敛财。可是随着摩苏尔的库尔德人暴动，哈立德被任命为该地区总督，直到哈里发曼苏尔死亡。大约同期，他的儿子叶海亚·伊本·哈立德被任命为阿塞拜疆总督。之后因为叶海亚的功劳，他的家族在哈里发马赫迪时期获得了更多的特权。782年，他作为一个护卫，参与了哈里发哈伦同东罗马帝国的战争，远至博斯普鲁斯海峡。